# Jakub Piotrowski
Jakub Piotrowski (* 3. Oktober 1997 in Toruń) ist ein polnischer Fußballspieler. Er steht beim bulgarischen Erstligisten Ludogorez Rasgrad unter Vertrag und ist polnischer Nationalspieler.

## Karriere

### Verein
Jakub Piotrowski begann seine Karriere in Polen und spielte in seiner Jugend bei Chemik Bydgoszcz und wurde auch in die Profimannschaft berufen. 2014 wechselte er zu Wda Swiecie, ehe er 2015 zu Pogoń Stettin wechselte. Dort kam er neben der 5 Einsätzen in der 2. Mannschaft auch zu 37 Einsätzen und 3 Toren in der 1. Mannschaft. 2017 wurde er jedoch auch noch zu Stomil Olsztyn verliehen, wo er 13 Einsätze absolvieren konnte.
Zu Beginn der Saison 2018/19 wechselte Piotrowski zu KRC Genk, kam zu 11 Einsätzen und wurde im Winter 2020 an Waasland-Beveren verliehen und brachte es dort nur auf 5 Einsätzen, da die Saison dort aufgrund der COVID-19-Pandemie abgebrochen wurde.
Im Sommer 2020 nahm in die Fortuna Düsseldorf bis 2024 unter Vertrag.
Ende Juli 2022 wechselte er zum bulgarischen Erstligisten Ludogorez Rasgrad.

### Nationalmannschaft
Piotrowski war U-21 Nationalspieler für Polen und spielte davor auch für die U-20 und U-19 seines Landes. Im September 2022 wurde er zum ersten Mal für die polnische A-Nationalmannschaft berufen, kam jedoch im UEFA-Nations-League-Spiel in Wales nicht zum Einsatz.

## Erfolge
KRC Genk
- Belgischer Meister: 2018/19
- Belgischer Superpokalsieger: 2019/20

Ludogorez Rasgrad
- Bulgarischer Meister: 2022/23
- Bulgarischer Pokalsieger: 2022/23
- Bulgarischer Superpokalsieger: 2022